# Michel Schetter
Michel Schetter   (Haine-Saint-Paul, 26 de setembre de 1948 - Saint-Cast-le-Guildo, 10 de gener de 2025) fou un autor de còmics, pintor i escriptor.

## Biografia
Abans de convertir-se en dissenyador, Michel Schetter va treballar en l'ensenyament i a la banca.
Va començar en el còmic l'any 1973 a l'equip del setmanari Spirou amb una Belle histoire de l'Oncle Paul. Després va col·laborar amb Tibet, produint els colors per a Ric Hochet, Chick Bill i Le Club des "Peur-de-Rien".
Del 1976 al 1981, per al Journal de Tintin, il·lustra histories breus realistes. The Years of Fire, una sèrie de contes, es va convertir en la primera publicació d'àlbums de Schetter amb Éditions du Lombard, el 1982.
A partir del 1983, Michel Schetter va crear, com a guionista i il·lustrador, per a les edicions Glénat, amb prepublicació al mensual Circus, els vuit primers àlbums de la sèrie Cargo . Paral·lelament, dibuixà La Dernière Auberge, publicada per Bédéscope, que també publica Le Château d'Ichor (1984) i Le Boulevard de Marylin (1985). També va escriure  guions de la revista Vécu per a les dues parts de la sèrie Yérushalaïm, dibuixada per Emmanuel Moynot.
El 1986, tornant a Circus, Michel Schetter crea Berlín. L'any 1990 va decidir publicar pel seu compte. Sota el seu segell independent, va crear la col·lecció “Yin Yang», set històries independents les unes de les altres. A partir de 1997 es va fer càrrec de Cargo i Berlín. Alguns d'aquests àlbums han estat reeditats en una edició revisada per l'editorial Schetter. L'any 2005 es va publicar la seva autobiografia, Saber au clair.
Va morir el 10 de gener de 2025 a la seva ciutat de residència des de 2009, Saint-Cast-le-Guildo, a l'edat de 76 anys.

## Obra

### Còmics com a autor i editor
- Les Années de feu: 1933-1945, Éditions du Lombard, coll. « Histoires de l'histoire », Bruxelles, 1982, 71 pagines ISBN 2-8036-0015-3
- La Dernière Auberge, Bédéscope, 1982, 46 pagines Michel Schetter
- Le Château d'Ichor, Bédéscope, 1984, 46 pagines Michel Schetter
- Le Boulevard de Marilyn, Bédéscope, 1984, 46 pagines Michel Schetter

#### SèrieBerlín
Publicat prèviament per Glénat.
1. Les Plumes de l’argus, Glénat, Grenoble, 1985, 47 pagines (ISBN 2-7234-0635-0)
2. Le Funambule, Glénat, Grenoble, 1987,  47 pagines (ISBN 2-7234-0856-6)

#### SèrieCargo
- 1er cycle en quatre albums

1. L’Écume de Surabaya, Glénat, Grenoble, 1984, 48 pagines (ISBN 2-7234-0384-X reedició: Schetter éditeur, La Louvière, 2000, 47 pagines ISBN 2-87366-008-2.
2. The Box-Calf Chest, Glénat, Grenoble, 1984, 47 pagines (ISBN 2-7234-0465-X reedició : Editor Schetter, La Louvière, 2000, 47 pagines (ISBN 2-87366-009-0)
3. Princesa de la Lluna, Glénat, Grenoble, 1985, 47 pagines (ISBN 2-7234-0542-7) reedició : Editor Schetter, La Louvière, 2004, 48 pagines (ISBN 2-87366-010-4
4. Le Mata-Hari, Glénat, Grenoble, 1987, 48 pagines (ISBN 2-7234-0765-9

#### Cicle Àlbum Independent
- Le Sextant, Glénat, Grenoble, 1988, 47 pagines (ISBN 2-7234-0986-4 reedició : Editor Schetter, La Louvière, 1997, 48 pagines (ISBN 2-87366-005-8
- El Judas de Xangai, Glénat, Grenoble, 1989, 48 pagines (ISBN 2-7234-1076-5
- Le Baron Do, Glénat, Grenoble, 1990, 47 pagines (ISBN 2-7234-1124-9
- Monsieur Parker, Glénat, Grenoble, 1990, 47 pagines (ISBN 2-7234-1283-0  reedició : Schetter éditeur, 1998, 48 p. (ISBN 2-87366-006-6).
- El pop de Venècia, Schetter, La Louvière ; Saint-Cast-le-Guildo 2004, 45 pagines (ISBN 2-87366-012-0)

#### Col·leccióYin Yang
Adaptacions de novel·les a còmic, independents entre si, on cada ficció, història policial, èpica, transcorre en contextos històrics i geogràfics.
- Les Lettres de Pearl, Schetter, 1991
- Le Galop de l'Hippocampe, Schetter, 1992
- La Société du Sablier, Schetter, 1993
- L'Huis de Marie, Schetter, 1994, 48 pagines ISBN 2-87366-003-1
- Deux satans bleus, Schetter, 1996, 48 pagines ISBN 2-87366-004-X
- Le Maître Ginkgo, Schetter, 1999, 48 pagines ISBN 2-87366-007-4
- L'Héritage des Vénus, Schetter, 2002, 48 pagines ISBN 2-87366-011-2

### Còmics com a guionista

#### SèrieJerusalem
Textos de Michel Schetter, dibuixos d'Emmanuel Moynot
1. Shoshik, Glénat, coll. « Vécu », Grenoble, 1985, 47 pagines (ISBN 2-7234-0609-1)
2. L'Hiver de Faust, Glénat, coll. « Vécu », Grenoble, 1986, 46 pagines (ISBN 2-7234-0762-4)

### Autobiografia
- Sabre drawn, editor Schetter, Saint-Cast-le-Guildo, 2005, 256 pagines ISBN 2-87366-013-9